# Língua apurinã
A língua apurinã, ou ipurina, é uma língua aruaque meridional falada pelo povo apurinã que vive na Bacia do rio Amazonas. Apurinã é uma palavra da língua portuguesa usada para descrever o povo popikariwakori e sua língua. As comunidades indígenas apurinã são predominantemente encontradas ao longo do rio Purus, na região noroeste da Amazônia no Brasil, no estado do Amazonas. Sua população está espalhada em vinte e sete diferentes terras indígenas ao longo do rio Purus, com uma população total estimada em 9.487 pessoas. É predito, no entanto, que menos de 30% da população apurinã fala a língua fluentemente. Um número definido de falantes não pode ser determinado com certeza devido à variada distribuição regional de sua população devido a migrações. A migração para diferentes regiões se dá por conflitos internos entre os próprios apurinãs, doenças ou morte de parentes próximos, o que consequentemente levou nativos a perderem a habilidade de falar o idioma devido à falta de prática e também pelas interações com outras comunidades.
Além disso, como uma consequência da violência e opressão contra povos indígenas, alguns nativos e descendentes escolhem não se identificar como indígenas, reduzindo ainda mais o número de pessoas categorizadas como falantes da língua. A pouca transmissão e cultivo do uso do idioma resultam em vulnerabilidade da mesma. O nível de vulnerabilidade do apurinã é atualmente 3, o que significa que apesar de adultos ainda falarem, as crianças já não são mais expostas ao idioma. Já que são ensinadas português, uma redução ainda maior no número de pessoas que falam apurinã pode ocorrer ao longo dos anos, eventualmente levando à sua extinção.
Em 2023, foi declarada língua oficial do Amazonas, juntamente com outras 15 línguas indígenas.

## Etimologia
A etimologia do termo “apurinã” é possivelmente de uma palavra da língua jamamadi, povo que habita o sul do estado do Amazonas, em local próximo aos apurinã.

## Distribuição

### Distribuição geográfica
Os falantes de apurinã estão localizados no oeste da Amazônia no Brasil, ao longo do rio Purus, no oeste do estado do Amazonas e norte do do Acre. No entanto, a distribuição geográfica não é exata devido às frequentes migrações dos apurinãs.

### Dialetos
Por meio de uma análise fonológica, é possível determinar variantes de fala sistemáticas o suficiente para constituir dialetos. Contudo, a migração para diferentes aldeias onde diferentes variantes estão presentes e a falta de um estudo mais sistemático e aprofundado, não se pode afirmar a existência de dialetos. Logo, é usado o termo "variante de fala", por ser mais neutro que "dialeto".

### Línguas relacionadas
No que tange ao contato com outras línguas, as principais relacionadas são o jamamadi, paumari e katukina, devido ao fato de haver falantes de apurinã que vivem em nas mesmas aldeias que falantes dos outros idiomas. Além disso, há contato frequente com o português brasileiro, mesmo com indígenas da aldeia Tumiã, que sempre tiveram uma forte tradição de evitar contato com não-indígenas.
No que se refere à relação genética entre línguas, o apurinã é parte do purus meridional da família aruaque, e a língua viva mais próxima do apurinã é o piro. O termo "aruaque" costumava ser utilizado para incluir um grupo genético que envolvesse os grupos Maipure, Arawá, Guahibo, Puquina e Hakakmbet, sendo essa classificação baseada principalmente na localização geográfica dos idiomas do que de qualquer metodologia linguística.

## Fonologia

### Vogais
Há 5 qualidades de vogais em apurinã, que podem variar em nasalidade (nasais ou orais) e duração (longas ou curtas). Elas são obrigatoriamente nasalizadas por vogais nasais adjacentes, mesmo através de limites de palavras.
|          | Curtas   | Curtas  | Curtas  | Curtas    | Curtas    | Curtas   | Longas   | Longas  | Longas  | Longas    | Longas    | Longas |
| Anterior | Anterior | Central | Central | Posterior | Posterior | Anterior | Anterior | Central | Central | Posterior | Posterior |        |
| Oral     | Nasal    | Oral    | Nasal   | Oral      | Nasal     | Oral     | Nasal    | Oral    | Nasal   | Oral      | Nasal     |        |
| Fechada  | i        | ĩ       | ɨ       | ɨ̃         |           |          | i:       | ɨ̃ː      | ɨ:      | ɨ̃ː        |           |        |
| Média    | e        | ẽ       |         |           | o         | õ        | e:       | ẽ:      |         |           | o:        | õ:     |
| Aberta   |          |         | a       | ã         |           |          |          |         | a:      | ã:        |           |        |

#### Fenômenos gerais

##### Vogais orais curtas
- Posterioridade de /ɨ/. A vogal oral curta /ɨ/ pode ser pronunciada mais ao fundo da boca por alguns falantes.[15]

- /e/ baixo. /e/ pode ser pronunciado como [ԑ] quando a vogal da sílaba seguinte é [o] ou [a]. Ainda se duas sílabas com /e/ precedem uma com /o/ ou /a/, em ambos os casos /e/ é pronunciado como [ԑ]. No entanto, esse fenômeno não ocorre sempre.[16]

- Altura do /o/. A vogal /o/ está em variação livre [o] ~ [ʊ] ~ [u].[17]

- Desvozeamento de vogais. Em sílabas não-tônicas ao final de palavras são desvozeadas, como em [kaˈjathɨ̥] ("paca"). Essa mudança está relacionada à fala rápida e não é tão consistente quanto às outras mencionadas acima.[18]

- Alternância de /a/ e [ԑ]. Em fala rápida, /a/ pode ser pronunciado por alguns falantes como [ԑ], como em /ata/ (pronome da primeira pessoa do plural) e ['atԑ][19]

##### Vogais nasais curtas
- Neutralização do contraste por nasalidade. Quando precedem consoantes nasais, vogais orais e nasais alternam sem mudança de sentido, como em [ʃi'makɨ] ~ [ʃĩ'makɨ] (“peixe”).[20]

### Ditongos
Os ditongos do apurinã são /ai, ei, oi, ao e io/. Também podem ser encontrados ditongos nasais no idioma, apesar de serem menos frequentes; são eles: /ãĩ, ãũ, ẽĩ e ũĩ/.

### Consoantes
As consoantes do apurinã se encontram na tabela a seguir:
|                | Bilabial | Alveolar | Palatal ou Postalveolar | Velar | Glotal |
| -------------- | -------- | -------- | ----------------------- | ----- | ------ |
| Nasal oclusiva | m        | n        | ɲ                       |       |        |
| Plosiva        | p        | t        |                         | k     |        |
| Africada       |          | t͡s       | t͡ʃ                      |       |        |
| Fricativa      |          | s        | ʃ                       |       | h      |
| Tepe           |          | ɾ        |                         |       |        |
| Aproximante    |          |          | j                       | ɰ     |        |

#### Fenômenos gerais
- Vozeamento. Apesar de não haver contraste entre consoantes vozeadas ou surdas, as consoantes vozeadas são muito mais frequentes após vogais nasais do que as desvozeadas, como em [ĩboˈrã] ~ [ĩpoˈrã] (chuva). Notadamente, quanto maior a fluência do falante de apurinã em português, maior a sua percepção das diferenças entre consoantes vozeadas e surdas no próprio apurinã. Além disso, há seis palavras que geralmente são pronunciadas com consoantes vozeadas e não seguem o padrão supracitado. É incerto se se tratam de empréstimos de outras línguas ou qual seja a razão que causa o vozeamento.[24] Essas palavras são:[24]
  - [doˈroɰa] (tipo de sapo)
  - [beˈsorɨ] (golfinho de rio)
  - [dãmo] (tipo de lagarto)
  - [ˈgesɨ] (arco-íris)
  - [bãˈkota] (banco – do português “banco”)
  - [agaˈõ] (tipo de fruta)

- Palatalização. /k/ é pronunciado [kj] quando precede [ԑ], um alofone de /e/, que ocorre de acordo com as condições mencionadas na seção das vogais. O mesmo ocorre com a forma vozeada da consoante.[25] Esse fenômeno é exemplificado abaixo:[25]
  - [kʲɛˈɾopa] ("quem é ela?")
  - [ĩˈɡʲɛta] (noite)

- Aspiração. Plosivas são aspiradas em sílabas finais não-tônicas precedendo vogais surdas, como em [kaˈjatʰɨ̥] (paca).[26]
- /t/ para "trás" antes de /a/. /t/ pode ser realizado como o plosiva apical alveolar [t] ou plosiva laminar alveolar [t>]. [t] e [t>] alternam-se livremente quando precedem /a/. Assim, [t>] pode ser postalveolar/pre-palatal ou às vezes um pouco retroflexo.[27]

## Escrita
A escrita apurinã foi proposta por Sidney Facundes, estudioso do idioma, e tem influência da escrita portuguesa e do AFI, com o foco em facilitar o aprendizado da escrita pelos falantes nativos; por exemplo, para representar o fonema /s/, usa-se apenas "s", apesar de o português fazer uso de "s", "sc", "ç" etc. Vogais longas são escritas pela repetição do caractere, e vogais nasais com o uso do diacrítico til.

### Vogais
| Apurinã: | AFI: | Aproximação do som em português: |
| -------- | ---- | -------------------------------- |
| a        | /a/  | amor                             |
| e        | /e/  | esse                             |
| i        | /i/  | amigo                            |
| o        | /o/  | toda                             |
| u        | /ɨ/  | pequeno no dialeto europeu       |
| ã        | /ã/  | amanhã                           |
| ẽ        | /ẽ/  | presente                         |
| ĩ        | /ĩ/  | sim                              |
| õ        | /õ/  | som                              |
| ũ        | /ɨ̃/  | --                               |

### Consoantes
| Apurinã: | Representação fonológica: | Aproximação do som em português:       |
| -------- | ------------------------- | -------------------------------------- |
| p        | /p/                       | pato                                   |
| t        | /t/                       | tatu                                   |
| k        | /k/                       | cavalo                                 |
| m        | /m/                       | macaco                                 |
| n        | /n/                       | navio                                  |
| s        | /s/                       | sapo                                   |
| x        | /ʃ/                       | xícara                                 |
| h        | /h/~Ø                     | calor no dialeto carioca ou silencioso |
| w        | /w/                       | aumentar                               |
| y        | /j/                       | constrói                               |

### Dígrafos
| Apurinã: | AFI: | Aproximação do som em português:             |
| -------- | ---- | -------------------------------------------- |
| aa       | /aː/ | amor, porém mais longo                       |
| ee       | /eː/ | esse, porém mais longo                       |
| ii       | /iː/ | amigo, porém mais longo                      |
| oo       | /oː/ | toda, porém mais longo                       |
| uu       | /ɨː/ | pequeno no dialeto europeu, porém mais longo |
| ãã       | /ãː/ | amanhã, porém mais longo                     |
| ẽẽ       | /ẽː/ | presente, porém mais longo                   |
| ĩĩ       | /ĩː/ | sim, porém mais longo                        |
| õõ       | /õː/ | som, porém mais longo                        |
| ũũ       | /ɨ̃ː/ | --                                           |
| io       | /iʷ/ | subiu                                        |
| ei       | /eʲ/ | sei                                          |
| oi       | /oʲ/ | foi                                          |
| ai       | /aʲ/ | cai                                          |
| ao       | /aʷ/ | aumentar                                     |
| ãĩ       | /ãj̃/ | mãe                                          |
| ãũ       | /ãw̃/ | mão                                          |
| ẽĩ       | /ẽj̃/ | sem                                          |
| õĩ       | /õj̃/ | põe                                          |
| nh       | /ɲ/  | ninho                                        |
| ts       | /t͡s/ | pizza                                        |
| tx       | /t͡ʃ/ | tchau                                        |

## Gramática
O apurinã possui uma sintaxe de língua ativa-estativa. É uma língua aglutinante. Possui classes abertas de palavras (substantivos e verbos), às quais, à princípio, novas palavras podem ser facilmente adicionadas, e classes fechadas (pronomes, demonstrativos, partículas, palavras interrogativas e numerais), com as quais ocorre o contrário.

### Pronomes

#### Pessoais
Como mostra a tabela abaixo, existem quatro pronomes independentes do singular e três pronomes independentes do plural. Como os exemplos demonstram, os pronomes podem ser usados em uma sentença tanto para o sujeito quanto para o objeto. Os pronomes pessoais independentes do apurinã se encontram na tabela a seguir:
| Pessoa e gênero | Pessoa e gênero | Pronomes | Pronomes            |
| Pessoa e gênero | Pessoa e gênero | Singular | Plural              |
| --------------- | --------------- | -------- | ------------------- |
| Primeira pessoa | Primeira pessoa | nota     | ata                 |
| Segunda pessoa  | Segunda pessoa  | pite     | hĩte                |
| Terceira pessoa | Masculino       | uwa      | Unawa/nunawa/nunowa |
| Terceira pessoa | Feminino        | owa      | Unawa/nunawa/nunowa |

Os pronomes independentes podem ser usados como sujeito e objeto, com marcas pronominais que se referem ao sujeito ou ao objeto:
- nhi-nhipolo-ta      nota

1SG-comer-VBLZ 1SG
- "Eu estava comendo"
pi-nhipoko-ta      pita

2SG-comer-verbalizador      2SG
- "Tu estavas comendo"
o-nhipoko-ta      owa

3SG-comer-VBLZ 3SG
"Ela/ele estava comendo"
- n-etama-ta-i pita

1SG-ver-
VBLZ-
2O 2SG
"Eu te vi"
- p-etama-ta-no nota

2SG-ver-VBLZ 1SG
"Você me viu"
- Ø-atama-ta-ro owa

3M-verVBLZ-3F.O 3F
"Ele a viu"
O idioma possui, além dos pronomes pessoais independentes, marcadores pronominais que podem ser conectados a outras palavras.
| Pessoa e gênero                       | Marcadores pronominais | Marcadores pronominais |
| Pessoa e gênero                       | Sujeito/Possuidor      | Objeto                 |
| ------------------------------------- | ---------------------- | ---------------------- |
| Primeira pessoa do singular           | nu-, no                | -ru                    |
| Segunda pessoa do singular            | pu-                    | -i                     |
| Terceira pessoa do singular masculina | u-                     | -ru                    |
| Terceira pessoa do singular feminina  | o-                     | -ro                    |
| Primeira pessoa do plural             | a-                     | -wa                    |
| Segunda pessoa do plural              | hĩ-                    | -i                     |
| Terceira pessoa do plural masculina   | u-...-na               | -ru                    |
| Terceira pessoa do plural feminina    | o-...-na               | -ro                    |

#### Possessivos
Os pronomes independentes supracitados podem ainda ser usados para indicar possessão, como nos exemplos a seguir:
- nota      aiko-te

1SG      casa-POSSED
"Minha casa"
- uwa      aiko-te

3M      casa-POSSED
"Casa dele"
- ata      aiko-te

1PL      casa-POSSED
"Nossa casa"

#### Demonstrativos
Apesar de estarem incluídos neste artigo como pronomes, os demonstrativos podem ser analisados como uma classe sintática distinta, visto que para alguns falantes, eles não são usados para substituir expressões nominais com função de argumentos do verbo. Eles não variam em número porém variam em gênero. Com exceção do demonstrativo nakara (usado para referentes fora do campo de visão, o qual é encontrado apenas na vila Fortaleza) e wera (usado para referentes distantes e não possui flexão de gênero, e sua distribuição é incerta), os demonstrativos do apurinã se encontram na tabela:
|           | Gênero   | Gênero |
| Masculino | Feminino |        |
| --------- | -------- | ------ |
| Próximo   | i-ye     | o-ye   |
| Distante  | u-kira   | o-kira |

Os pronomes demonstrativos precedem os substantivos aos quais se referem, como nos seguintes casos:
- i-ye      hãtako-ru

M-PROX      jovem-M
"este garoto"
- o-kira hãtako-ro

F-DIST      jovem-F
"aquela garota"
Quando modificam substantivos no plural, a distinção de gênero é neutralizada em favor do uso do masculino, como indicado nos exemplos a seguir:
- u-ye      hãtako-ro-wako-ro

M-PROX      jovem-F-PL-F
"estas garotas"
- o-kira      hãtako-ro-wako-ro

F-DIST      jovem-F-PL-F
"aquelas garotas"

### Substantivos
Os nomes/substantivos em apurinã são, morfologicamente, palavras que consistem em uma base nominal a qual se conectam morfemas inerentemente nominais (que podem indicar gênero, número e posse/não posse). Gênero e categorias
Em apurinã, os substantivos podem ser categorizados de acordo com gênero e outras propriedades gramaticais. A categorização dos nomes pode ser representada a seguir:
- NOMES
  - Nomes simples: nomes simples são os que não podem ser reanalisados em elementos morfológicos menores; tem apenas uma raiz.[45]
    - Nomes inalienáveis: obrigatoriamente possuídos (não levam marcadores que indicam posse, mas, sim, que indicam não-posse quando possível). Inclui partes do corpo, partes de plantas, termos de parentesco, itens pessoais (nome, roupas, flecha) etc.[45][46]
      - Nomes classificatórios: podem ser usados com funções classificatórias. Esses nomes diferem dos não-classificatórios no fato de serem fonologicamente vinculados (na medida em que ocorrem como parte da base de palavras compostos ou com marcadores pronominais conectados), poderem ser conectados a verbos para referir a propriedades semânticas de uma forma nominal do discurso previamente mencionada no discurso, e de terem a possibilidade de reocorrer como parte de nomes compostos.[47]
        - "NC1" (Nomes classificatórios 1): podem ser usados apenas com seu sentido literal (sentido literal é o significado original determinado a partir de uma reconstrução semântica interna) e pode ter variações de seu significado desde que dentro do mesmo domínio semântico. Repetem-se como os elementos principais (semânticos) de uma classe de substantivos compostos com uma formação quase produtiva (por terem seu significado limitado a sub-domínios de elementos de plantas/floresta e partes do corpo, não são muito produtivos).[48]
        - "NC2" (Nomes classificatórios 2): podem ser usados com seu sentido literal e metafórico (sentido metafórico quer dizer que o significado literal foi estendido generalizado para cobrir significados mais genéricos ou abstratos, geralmente mantendo a ideia da forma e consistência do original — por exemplo, -mata significa "pele de", e pode ter seu sentido estendido para "substância plana", assim, com oku, que quer dizer "olho", cria okumata com o significado de pálpebra). Seus significados literais são dos mesmos domínios dos NC1, porém podem se estender a partes do corpo e elementos manufaturados.[49]

      - Nomes não classificatórios: não podem ser usado com funções classificatórias. Nomes simples inalienáveis comuns.[50]

    - Nomes alienáveis: não obrigatoriamente possuídos.[51]
      - N-te: substantivos que recebem marcador de posse -te.[51]
      - N-ne: substantivos que recebem marcador de posse -ne.[51]
      - N-re1: substantivos que recebem marcador de posse -re1.[51]

    - Nomes mistos: recebem marcadores quando são possuídos e quando não são.[52]
      - N-re2, -ru2: quando recebem -re2, são possuídos; quando recebem -ru2, não são.[52]

  - Nomes compostos: são nomes compostos por mais de uma raiz[53]
    - Nomes compostos produtivos: esses nomes têm uma formação parcialmente regular. Eles têm ao menos um nome (inalienável) classificatório na sua formação.[53]
    - Nomes compostos não produtivos: esses nomes têm uma formação idiossincrática.[54]

  - Nomes derivados de outras categorias: um nome pode se formar pela derivação de outras categorias com o acréscimo de sufixos.

- GÊNERO: pode ser marcado lexicalmente (sendo inerente à palavra), como em kuku ("homem") e suto ("mulher") (o gênero lexical masculino é mais comum que o feminino), ou morfologicamente como descrito abaixo.[55]
  - Masculino: com o marcador -ru
  - Feminino: com o marcador -ro

#### Relações de posse
Nomes possuídos se distinguem gramaticalmente quanto à inalienabilidade. Os inalienáveis são não marcados enquanto os alienáveis são. Eles podem ser analisados de acordo com a categorização dos nomes supramencionada.
Nomes simples inalienáveis
São obrigatoriamente possuídos, e o contexto sintático em que nomes inalienáveis são possuídos é um no qual dois nomes estão juntos por justaposição, como em:
- kema kuwu

anta      cabeça
cabeça da anta
Para que nomes sejam não possuídos (quando é semanticamente/pragmaticamente possível), o marcador -txi é utilizado.
Nomes simples alienáveis não-classificatórios
Esses nomes são substantivos simples inalienáveis comuns.
Há casos de variação alomórfica da base lexical com a adição do marcador -txi que são condicionadas lexicalmente. Quando -txi ocorre com nomes que se referem a partes do corpo, conceitos abstratos ou outros conceitos, a vogal imediatamente precedente é nasalizada, como em:
- o-kano

3F-braço
"Braço dela"
- kanõ-txi

braço-UNPOSS
"Braço"
Termos de parentesco nunca ocorrem com não-possuídos. Quando ocorrem como vocativos, é entendido que o falante é o possuidor, e quando o parente usado como referência não é especificado, é usado marcadores que indiquem posse de uma terceira pessoa do singular (masculina ou feminina). Para demonstrar, usa-se como exemplo a palavra akuro ("avó"):
- kuro      apo-pe

Vovó     chegar-PFTV
"Vovó chegou"
- õ-akuro      apo-pe

3F-avó de     chegar-PFTV
"A avó dela chegou"

###### Nomes simples inalienáveis classificatórios
Esses nomes diferem dos não-classificatórios no fato de serem fonologicamente vinculados (na medida em que ocorrem como parte da base de palavras compostos ou com marcadores pronominais conectados), de terem a possibilidade de reocorrer como parte de nomes compostos (exemplo 1), e poderem ser conectados a verbos para referir a propriedades semânticas de uma forma nominal do discurso (exemplo 2, em que pe — "polpa de" — retoma komuru — "mandioca"). Eles não recebem marca de posse.
- ãã-muna-tsota

planta-tronco-tronco de
"Tronco da árvore"
- ata      komuru      usonãka-pe-ta-ka

1PL      mandioca      seca-polpa de-VBLZ-CAUS
"Colocamos a polpa de mandioca para secar"

##### Nomes simples alienáveis
Esses nomes requerem marcadores para indicar que são possuídos, mas não quando não são. Esses marcadores podem ser -te, -ne ou -re1 (o número é usado para indicar que há marcadores, a fim de distingui-los), no entanto, é incerto quais tipos de nomes recebem quais marcadores.

##### Nomes mistos
Esses nomes requerem maracdores para indicar que são possuídos e que não são possuídos. No primeiro caso, recebem -re2, e no segundo, recebem -ru2. Isso é demonstrado a seguir:
- mipa      atama-ta-ru1      o-kota-re2

Mipa      olhar-VBLZ 3F-cesta-POSSED
"Mipa olha para sua cesta"
- mipa      atama-ta-ru1      kota-ru2

Mipa      olhar-VBLZ      cesta-UNPOSS
"Mipa olha para a cesta"

##### Nomes compostos
Em geral, nomes compostos não se classificam quanto à alienabilidade. Entretanto, há algumas exceções que podem notadas. Há um caso de nome composto produtivo que leva o marcador de não-posse -txi e alguns casos de nomes compostos (principalmente produtivos) que levam marcador -te ou -ne.
Caso 1:
- noku-tsa-txi

pescoço de-cipó de-UNPOSS
"Colar"
Caso 2:
- ãã-mune-te

"Árvore/madeira de"
- sawata-pa-ne

"Sapatos de"

#### Número
Substantivos em apurinã podem ter número singular ou plural. A tabela abaixo apresenta os marcas de número plural:
|           | Humanos   | Geral   |
| --------- | --------- | ------- |
| Masculino | -wako-ru1 | -nu-ru1 |
| Feminino  | -wako-ro  | -nu-ro  |

Quanto ao seu uso, eles são obrigatórios apenas quando não há numeral acompanhando o substantivo no plural. Caso haja numeral, o uso das marcas é opcional, como em:
- epi      hãtako-ru1(-wako-ru1)

dois      jovem-M-(PL-M)
"dois garotos"

##### wako-ru1ewako-ro
Os marcas -wako-ru1 e -wako-ro são exemplificados nos exemplos a seguir:
- kuku-wako-ru1      apo-pe

homem-PL-M      chegar-PFTV
"os homens chegaram"
- suto-wako-ro

mulher-PL-F
"mulheres"
Há uma relação de dependência entre os marcas -wako e -ru1/-ro, visto que -ru1/-ro pode ser usado por si próprio, como marca de gênero, ém não se pode fazer o mesmo com -wako, como marca de número. Isso faz com que formas como kuku-wako e suto-wako sejam agramaticais. Além disso, é necessário que haja o marca de gênero junto com o de número mesmo que o o primeiro já esteja no substantivo, como no exemplo a seguir:
- popũka-ro-wako-ro

mulher-F-PL-F
"mulher apurinã"
Ainda, eles podem ser usados com não-humanos. Quando isso ocorre, os substantivos são "humanizados" ou comparados a humanos, como em:
- ãã-muna-wako-ru

planta-tronco-PL-M
"plantas similares a humanos"
ou nomeiam clãs apurinã, cujos nomes vêm de nome de animal + marca de plural.>

##### -nu-rue-nu-ro
Apesar do marca -nu estar geralmente acompanhado das marcas de gênero -ro e -ru, alguns falantes aceitam formas -ro ou -ru, como popũka-ru-nu (homem apurinã).

#### Morfologia dos nomes
Dentro dos morfemas e da estrutura das palavras, embora o significado da palavra nem sempre seja transparente, existem duas classes distintas em Apurinã. A palavra fonológica permite que pausas ocorram nos dois limites de outra palavra.
- nu-su-pe-ka-ko      nota      watxa

1SG-ir-PFTV-PRED-FUT 1SG      hoje
 "Eu vou indo agora"
O exemplo é uma representação de uma palavra fonológica na qual um 'fenômeno de pausa' pode se manifestar de uma maneira que mudaria a ordem na qual a palavra aparece na sentença sem afetar a interpretação geral da sentença.
As palavras gramaticais têm significado léxico pequeno ou ambíguo, mas representam uma relação gramatical com outras palavras na mesma sentença.
- kuku-wako-ru

homem-PL-M
"homens"
- *uwa      muteka-wako-ru

3M      correr-PL-M
"eles correram"
- nu-su-pe-ka-ko      nota      watxa

1SG-ir-PFTV-PRED-FUT 1SG      hoje
"Eu vou indo agora"
Cada uma das sentenças acima contém um marca plural wako-ru, que é usado exclusivamente com substantivos. Além disso, as palavras gramaticais podem ser colocadas entre duas palavras, como visto no exemplo abaixo. Nela, duas palavras gramaticais uwa e nuteka-manu-ta são colocadas em ambos os lados de owa-kata ("com ela"). O significado da sentença é assim "Ele estava correndo com ela".
- Uwa      owa-kata      muteka-nanu-ta

3M 3F-ASSOC  correr-PROG-VBLZ
"Ele estava correndo com ela"
Os afixos também são usados em morfologia e são adicionados antes ou depois de um morfema de base. Eles são um tipo de codificação formativa vinculada a um construtor gramatical associado a uma classe de palavra específica. A posição em que o afixo é colocado em uma palavra muda sua classificação para um prefixo, que é anterior ao morfema de base, ou um sufixo, que é posterior ao morfema de base. No exemplo, wako-ru é um sufixo plural e é posterior ao morfema de base kuku ("homem"). O uso do sufixo torna o morfema básico, "kuku", plural. Torna-se assim  kuku-wako-ru ("homens"). Há outras formas de formações vinculadas. Eles são categorizados separadamente de prefixos e sufixos e, portanto, também funcionam de maneira diferente. No exemplo, alguns formatos vinculados flutuam em uma frase, mas mantêm um significado geral.
- nota      muteka-ko

1SG    correr-FUT
"Eu vou fugir"
- nota-ko   muteka

1SG-FUT   correr
"Eu vou fugir"
Como visto nos exemplos acima, o marca -kata é usado em ambas as sentenças e produz sentenças com o mesmo significado.

### Verbos

#### Tempos
O apurinã tem dois tempos verbais, futuro e não-futuro, e ambos se referem ao locus da fala (momento em que o discurso está ocorrendo). A diferença entre futuro e não-futuro não pode ser medida de forma precisa, uma vez que falantes apresenta variações na marcação de um evento como futuro ou futuro imediato.

##### Futuro
O futuro indica um discurso ou uma ação num futuro não imediato.  É identificado com o uso do marca morfema -ko e pode ser anexado a bases nominais, bases pronominais, bases numéricas e bases de partículas.
- nota-ko      suka-ru

1SG-FUT      dar-3M.O
"Vou doar para ele"
No exemplo acima, o futuro é significado pela anexação do morfema -ko ao pronome nota, a primeira pessoa do singular, "eu".
- kona-ko      nhi-txiparu-te      nhi-suka-i

não-FUT 1SG-banana-POSSED 1SG-dar-2SG.O
"Eu não vou te dar banana"
No exemplo acima, a mesma regra se aplica quando o futuro está em sua forma negativa, com uma partícula negativa. 'Eu não' é simbolizado pela vinculação do morfema -ko a kona (partícula negativa) dando à sentença um significado geral de futuro.

##### Não-futuro
O tempo não futuro é usado para eventos anteriores ao locus da fala (passado), o locus da fala (presente) ou tempo imediatamente posterior ao locus da fala (futuro imediato). Nenhum morfema específico marca o tempo não-futuro. Ele é exemplificado a seguir:
- mipa      imata-ru      a-sãkire

Mipa      saber-3M.O 1PL-língua
"Mipa sabe a nossa língua"
- akirita      i-txa-ro      owa

chamar      3M-AUX 3F
"Ele a chamou"
- katana      kuunuru-sawaku      ata      kako-rewa-ta

amanhã      kuunuru-TEMP 1PL      mastigar katsoparu-INTR-VBLZ
"Amanhã, nós vamos mastigar 'katsoparu' durante o festival apurinã"

#### Aspecto
Aspecto não é obrigatoriamente marcado em apurinã. Ele pode ser dividido em perfeito e imperfeito, considerando marcadores encontrados na língua. 

##### Perfeito
O uso mais típico do aspecto perfeito no idioma é delimitar temporalmente, contudo, possui vários usos secundários. Para um evento ser delimitado temporalmente, ele deve ter lugar dentro do período de tempo (delimitado por uma partícula temporal) em que ocorre; para um estado ser delimitado temporalmente, ele deve se manter inalterado durante o período em que ocorre. O aspecto perfeito pela forma vinculada ao verbo de classe3 -pe. Ele pode ser tanto com o não-futuro quanto com o futuro. No último caso, o uso de perfeito dá ênfase ao predicado.
O aspecto perfeito é exemplificado a seguir:
- oposo      uwa-kata      su-pe      o-txa   hãtako-ro

depois      3M-ASSOC      ir-perfeito 3F-AUX      jovem-F
"Então a jovem moça foi com a anta"
Além de seu uso para ações, o aspecto perfeito pode ser usado para marcar estados que se mantém durante todo o tempo expressado pelas partículas temporais:
- aru-watxa      ka-mixi-pe-ka      o-txa-pe

sim-hoje      ATTR-gravidez-PFTV-PRED 3F-AUX-PFTV
"Então, a mulher ficou grávida"
Um uso secundário do aspecto perfeito é o de completivo, em que uma ação é completada "minuciosamente":
- unawa      oka      txa-pe-ru

3PL      matar      AUX-PFTV-3M.O
"Eles o mataram"
Esse uso secundário é reforçado com o uso do marca passivo -~ka, sendo ~ uma característica nasal adicionada à vogal imediatamente anterior na base a qual o marcador é adicionado:
- Ø-oka-pẽ-ka

3M-matar-PFTV-PASS
"Ele foi morto"
- u-pata-pẽ-ka

3M-cobrir-PFTV-PASS
"Isso foi descoberto"
Outro uso secundário do perfeito é o de aspecto anterior, ou seja, indica uma situação que ocorre antes do momento de referência e é relevante à situação de referência".
Um terceiro uso secundário do perfeito é o de aspecto resultativo, o qual indica que um estado existe como resultado de uma ação passada.
O último uso secundário do perfeito é o de aspecto inativo, que enfatiza uma mudança de estado expressa pelo predicativo.

##### Imperfeito
O aspecto imperfeito é um aspecto que sinaliza a falta de finalização de um evento. Diferentemente do aspecto perfeito, seus subtipos apresentam diferentes marcas morfológicos.
Imperfeito incompletivo
O aspecto imperfeito incompletivo é usado para marcar situações que não foram completadas (tanto por serem interrompidas quanto por sequer terem sido começadas). A forma morfológica que marca o imperfeito incompletivo é a forma vinculada da classe3 -panhi. O imperfeito incompletivo é exemplificado a seguir:
- kona      uwã      nu-sa-panhi

não      lá      1SG-ir-IMPFTV
"Eu ainda não fui lá"
- hãt-u      kananu-ra-ko      a-sa-panhi      uwã

um      ano-FOC-FUT 1PL-ir-IMPFTV     lá
O imperfeito incompletivo também pode ser usado para se referir a situações de estado, significando que aquele estado não terminou:
- ata      awãku-panhi

1PL      viver-IMPFTV
Progressivo
O aspecto progressivo pode ser definido como uma situação são vistas como estando em progresso e que poderia estar no passado, presente ou futuro. O aspecto progressivo é marcado pela forma da classe1 -nanu. Verbos descritivos não podem ter essa forma. Esse aspecto é exemplificado a seguir:
- kema      nhika-nanu-ta-ru      aõtu

anta      comer-marca progressivo-verbalizador      uxi
"A anta estava comendo uxi"
- nh-irika-nanu-ta

1SG-cair-PROG-VBLZ
Habitual
O aspecto habitual marca ações que se repetem costumeiramente em ocasiões diferentes. O marca do que é chamado aqui de aspecto habitual é a forma da classe2 -pi. Em todos os casos em que esse marca é usado, há uma ideia de que o predicado dito habitual ocorre mais frequentemente do que é esperado ou desejado (se sequer desejado). Ele é exemplificado a seguir:
- pataru      sutumaro      nhika-pi-ka

galinha      gambá      comer-HAB-PRED
"O gambá sempre come galinha"
- uwa      nhipoko-ta-pi-panhi-ka

3M      comer-VBLZ-HAB-IMPFTV-PRED
Iminente
O aspecto iminente é aqui definido como usado para definir eventos próximos de inicarem ou terminarem. Ele é marcado com a forma vinculada de classe2 -napano. Esse aspecto é exemplificado a seguir:
- n-umaka-napano

1SG-dormir-IMMIN
"Eu estou prestes a dormir"
- nhi-nhipoko-ta-napano-pe-ka

1SG-comer-VBLZ-marca de aspecto iminente-PFTV-PRED
"Eu já estou prestes a comer"
- nhi-nhipoko-ta-napano-panhi-ka

1SG-comer-VBLZ-IMMIN-IMPFTV-PRED
"Eu ainda estou prestes a comer"/"Ainda vai me levar algum tempo para (começar a) comer"
No segundo e terceiro exemplos, há a combinação do uso do perfeito com o iminente (no primeiro caso) e do imperfeito com o iminente (no segundo caso). Ambos enfatizam o estado de estar prestes a acontecer, porém o primeiro carrega a perspectiva de algo ocorrer antes ao invés de mais trade, já o segundo carrega a ideia oposta.
Anti-perfeito
O aspecto anti-perfeito é usado para situações que pararam pouco antes de começarem ou terminarem. O marcado desse aspecto é -wari. Apesar de ambos os ascpetos anti-perfeito e iminente serem semanticamente semelhantes, o aspecto iminente impões a perspectiva de que a ocorrência do evento era mais provável do que improvável, enquanto o anti-perfeito impõe a de ser mais improvável do que provável. Ele é exemplificado a seguir:
- kaikiripi      akatsa-wari-ta-no

surucucu      picar- APFTV -VBLZ-1SG.O
"A surucucu quase me picou"

#### Evidencialidade
A marca de evidencialidade -ã é usada para expressar um grau de certeza relativamente alto para com a proposição expressa na oração.

##### Marca causativa
Frases causativas têm o sufixo -ka, e podem ser usadas com verbos transitivos e intransitivos. Os exemplos abaixo mostram o uso do marca causativo sendo usado em verbos transitivos e intransitivos.
- Intransitivo: o verbo nhipokota

nhi-nhipokota-ka1-ka2-ta-ru (M)
1SG-comer-INTENS-CAUS-VBLZ-3M.O
"Eu o fiz comer"
- Transitivo: o verbo nhika

nhi-nhika-nanu-ka2-ta-ru
1SG-comer-PROG-CAUS-VBLZ-3M.O
"Eu estou fazendo ele comer capivara"
O morfema causativo -ka2 tem a mesma função em verbos transitivos e intransitivos. A diferença é a posição na sentença. A mudança de posição depende se o verbo é um verbo de classe1 ou um verbo de classe2. Resumindo, os verbos da classe1 têm formativos ligados à base0 para formar a base1, tornando a base1 uma combinação entre base0 e a classe ligada1 formativa. Posteriormente, os verbos da classe2 anexam-se à base1 para formar a base2. No entanto, os verbos de classe2 diferem da classe1 em que o marca de verbalizador -ta não é necessário.
Nas formações de classe1, o verbo é seguido pelo marca de verbalizador dependente -ta, como visto nos exemplos acima. Na classe2, o marca causativo é -ka3 e não tem uma relação de dependência com o verbo base. O marca formativo -ka3 é classificado como um verbo de classe2, mas -ka2 pertence à classe1. Exemplos a seguir sobre a localização de -ka2 como uma marca causal:
- amarunu      n-umaka-ka2-nanu-ta 
garoto      1SG-dormir-CAUS-PROG-VBLZ
"Eu estou fazendo o garoto dormir"

No primeiro exemplo, amarunu  é o objeto da causa, e 'n' é o causador. Ao adicionar um marca causal, o verbo monovalente torna-se bivalente. Da mesma forma, no exemplo, "nhi" é o causador e "ru" No primeiro exemplo, amarunu é o causee, e  'n' é o causador. Ao adicionar um marca causal, o verbo monovalente torna-se bivalente. Da mesma forma, no exemplo abaixo, "nhi" é o causador e "ru" é o objeto da causa, que faz com que um verbo bivalente se torne um verbo trivalente.
- nhi-nhika-ka2-ru      yapa 
1SG-comer-CAUS-3M.O
"Eu o fiz comer capivara"

### Valência
As operações de redução de valência transformam uma sentença transitiva em uma sentença intransitiva, alterando a função de um sujeito para um status oblíquo. Eles não são mais considerados argumentos centrais. Os argumentos oblíquos também são conhecidos por ocuparem um papel "paciente" e não desempenham nenhum papel crítico na sentença, comparados a argumentos que possuem um papel semântico "agente". Um argumento oblíquo pode ser omitido na sentença e a sentença ainda não retém nenhuma informação. As construções passivas são indicadas pelo marcador passivo -ka depois de um morfema de base. O marca passivo codifica o papel do paciente na sentença.
- Ø-oka-pē-ka
3M-matar-PFTV-PASS
"Ele foi morto"

O exemplo acima mostra o efeito do marca sujeito/possuidor. O exemplo acima ocorre em uma fala natural e, portanto, também pode ser combinado com outras marcas. A combinação do marca passivo de redução de valência -ka com o marca perfeito -pe e às vezes o marca imperfeito -pani, e todas as sentenças com essa construção ainda manteria um tom passivo.
- uwã        u-su-pē-ka

Lá (lugar)     3M-ir-PFTV-PASS
"Ele/ela se foi (em algum lugar)"
Os exemplos acima mostram a relação entre o marca passivo e combinado com marcas imperfeitos ou imperfeitos. O segundo exemplo mostra a combinação do marca perfeito -pe com o marca passivo -ka . Então, "ido" permanece como o particípio passado, que observa os tempos perfeitos e passivos. O argumento permaneceria passivo.

### Sentença

#### Ordem da frase e alinhamento
Aqui são analisados apenas as propriedades morfosintáticas relacionadas a frases nominais sujeito e frases nominais objeto, e os marcadores pronominais relacionados aos mesmos. Uma análise sintática de frases simples em apurinã depende da análise do comportamento funcional de morfemas vinculados.

##### Orações com ambos sujeito e objeto de frase nominal
Considerando este caso, o apurinã pode ser considerado uma língua com variação semi-livre na ordem das palavras constituintes, pois em elicitação há cinco alinhamentos possíveis (SOV, SVO, OVS, OSV, VOS) e ao menos quatro em textos (SOV, SVO, OVS, OSV). Deve notar que apesar de VOS e VSO não serem encontrados em textos, VS e VO são.

##### Sujeitos/objetos de frase nominal pré-verbais e pós-verbais
Sempre que há uma frase nominal funcionando como sujeito ou objeto, deve haver uma marca vinculada ao pronome conectada ao verbo que é coreferencial com a frase nominal posterior, e isso não acontece com os que precedem o verbo, como em:
- hãtako-ro1      apa-nanu-ta-ru aõtu

jovem-F      apanhar-PROG-VBLZ-3M.O umari (fruta)
"A garota está apanhando umari"
- o-txa-ru      uwa      suto

3F-fazer/dizer-3M.OM 3M.O mulher
"A mulher fez/disse"
Nos casos em que sujeitos/objetos de frases nominais precedem o verbo, eles não podem ser referenciados por marcas vincualdas a pronomes. Logo, expressões nominais pré-verbais de sujeito e objeto e as marcas coreferenciais vincualdas a pronomes no verbo estão em distribuição complementar.

##### Casos de ambiguidade
A ambiguidade em relação ao alinhamento se dá pela dúvida sobre quem realizou e para quem algo foi realizado. Há casos em que a semântica e pragmática do discurso são suficientes para resolver tais problemas, como em:
- nhipoko-ru2      nota      nhika

comida-UNPOSS 1SG      comer
"Eu comi a comida" ao invés de "A comida me comeu"
Além disso, em casos nos quais o contexto não é suficiente, a ordem a princípio admitida como correta é OSV, porém essa estratégia de desambiguação varia entre falantes.

## Vocabulário

### Nomes de plantas e animais
Nomes de plantas e animais em apurinã:
| Apurinã           | Português                      | Nome científico            | Notas                                                     |
| ----------------- | ------------------------------ | -------------------------- | --------------------------------------------------------- |
| akanhi            | piquiá                         | Caryocar brasilense        |                                                           |
| ãkatxari          | peixe-boi                      | Trichechus manatus         |                                                           |
| akiriku           | mutucão                        | Tabanus aurora             |                                                           |
| ãkitixima         | caparari                       | Pseudoplatystoma sp.       |                                                           |
| amãã              | anajá                          | Attalea maripa             |                                                           |
| amakuru           | tambaqui                       |                            |                                                           |
| amaputu           | abelha                         |                            |                                                           |
| anãna             | abacaxi                        | Ananas sativus             |                                                           |
| anhiio            | carapanã                       |                            |                                                           |
| apakaturo         | fruto do cacau                 |                            |                                                           |
| apasakaru         | lontra                         | Lutra longicaudis          |                                                           |
| apasawataro       | carapanaúba                    | Aspidosperma carapanauba   |                                                           |
| apasawataru       | tamanduaí                      | Cyclopes didactylus        |                                                           |
| apatapotu         | cobra-jararaca                 |                            |                                                           |
| apatxaturu        | mucura-d'água                  |                            |                                                           |
| ãpukuru           | urucum                         | Bixa orellana              |                                                           |
| aõtu              | uxi                            |                            | tipo de fruta                                             |
| etxikuro          | abutre-preto                   |                            |                                                           |
| exiwa             | tamanduá-bandeira              | Myrmecophaga tridactyla    |                                                           |
| hãkitixima        | caparari                       | Pseudoplatystoma sp.       |                                                           |
| hãkitu            | onça                           | Felidae                    |                                                           |
| hãkitu kaiõkaru   | onça-pintada                   | Panthera onca              |                                                           |
| hãkitu põkamararu | onça-vermelha                  | Panthera onca              |                                                           |
| hãkitu pomamaro   | onça-preta                     | Panthera onca              |                                                           |
| hãkitu poporeru   | onça-roxo                      | Panthera onca              |                                                           |
| hãro              | sororoca                       |                            |                                                           |
| ĩaku              | tatu                           |                            |                                                           |
| ikawaru           | tucumã                         | Astrocaryum aculeatum      |                                                           |
| irãka             | mutum                          | Mitu mitu                  |                                                           |
| iraru             | queixada                       | Tayassu pecari             |                                                           |
| iraru wãte        | porco doméstico                |                            |                                                           |
| ĩtape             | timbó-açú                      | Derris pterocarpus         |                                                           |
| iõko              | nambu-galinha                  |                            |                                                           |
| iomopi            | cará-roxo                      | Dioscorea trifida          |                                                           |
| iõpate            | caju                           |                            |                                                           |
| iõpena            | piau aracu                     |                            |                                                           |
| iõpiri            | japu                           | Icteridae                  |                                                           |
| iõpitiru          | quatipuru                      | Sciurus spp.               |                                                           |
| iorokoku          | piau-caboclo                   |                            |                                                           |
| iosakaruku        | periquito-amarelo              | Psittacidae                |                                                           |
| iotipa            | cará                           | Dioscorea amazonum         |                                                           |
| ixiwa             | tamanduá-bandeira marrom       | Myrmecophaga tridactyla    |                                                           |
| kãĩru             | mambira pequeno                | Tamandua tetradactyla      |                                                           |
| kaiatu            | paca                           | Cuniculus paca             |                                                           |
| kaiato            | jaci                           | Arecaceae                  |                                                           |
| kaiokuru          | jacaré                         | Crocodylidae               |                                                           |
| kamara            | cupim                          |                            |                                                           |
| kamẽẽro           | arara                          | Ara chloroptera            |                                                           |
| kamowa            | juriti                         | Columbidae                 |                                                           |
| kanaka            | cacau                          |                            |                                                           |
| Kanotxi           | banana grande, banana comprida |                            |                                                           |
| kapẽe             | café                           | Coffea arabica             |                                                           |
| kapinhiotu        | sucuri                         |                            |                                                           |
| Kapiripa          | curimatã                       | Prochilodus sp.            |                                                           |
| kapixi            | quati                          | Nasua nasua                |                                                           |
| karapuri          | ingá                           |                            |                                                           |
| kariti            | piaba                          | Characidae                 |                                                           |
| kasituro          | caranguejeira                  |                            |                                                           |
| katatu            | borboleta                      |                            |                                                           |
| katatupi          | jibóia                         | Boa constrictor            |                                                           |
| katsoto           | capim                          |                            |                                                           |
| katsopuru         | garça                          | Casmerodius albus          |                                                           |
| katxiketa         | lagarta-de-fogo                |                            |                                                           |
| katxitu           | saúva                          | Atta sexdens rubropilosa   |                                                           |
| katxioparo        | limão                          | Citrus limon               |                                                           |
| katxĩwuro         | laranja                        | Citrus aurantium           |                                                           |
| kawuru            | pupunha                        | Bactris gasipaes           |                                                           |
| Kaukiripe         | cobra-jararaca                 |                            |                                                           |
| kema              | anta                           | Tapirus terrestris         |                                                           |
| kemapiri          | tatu-canastra                  | Priodontes maximus         |                                                           |
| kikio             | gavião                         | Accipitridae               |                                                           |
| kimi              | milho                          | Zea mays                   |                                                           |
| kimitxito         | pium                           |                            |                                                           |
| kinha             | guariba                        | Alouatta seniculus         |                                                           |
| kinharu           | buriti                         | Mauritia flexuosa          |                                                           |
| kĩtoru            | cigarra                        |                            |                                                           |
| kitxiti           | patauá                         |                            |                                                           |
| konakuru          | pirarucu                       | Arapaima                   |                                                           |
| konhiro           | tracajá                        | Podocnemis cayennensis     |                                                           |
| kopena            | copaíba                        | Copaifera multijuga        |                                                           |
| kotxiti           | carrapato                      | Ixodidae                   |                                                           |
| kowĩri            | melancia                       |                            |                                                           |
| kumutsuro         | cuandu                         | Coendou prehensilis        |                                                           |
| kuparu            | batata-doce                    | Ipomoea batatas            |                                                           |
| kusama            | aruá                           | Gastropoda                 |                                                           |
| kutari            | calango                        |                            |                                                           |
| kũũru             | rato-coró                      | Echimyidae                 |                                                           |
| maioru            | urubu                          | Cathartidae                |                                                           |
| makĩĩ             | ouriço-da-castanha             |                            |                                                           |
| makaro            | bicho-preguiça                 | Choloepus didactylus       |                                                           |
| mãko              | manga                          | Mangifera indica           | empréstimo                                                |
| maku              | castanha                       | Bertholletia excelsa       |                                                           |
| makumuna          | castanheira                    |                            |                                                           |
| mamowa            | mamão                          | Carica papaya              | empréstimo                                                |
| manhiti           | veado-capoeira                 | Mazama americana           |                                                           |
| manhito           | veado                          |                            |                                                           |
| mapa              | abelha                         |                            |                                                           |
| mapaioro          | jibóia                         | Boidae                     |                                                           |
| maropi            | feijão                         |                            |                                                           |
| masaioku          | jarina                         | Phytelephas macrocarpa     | espécie de coco que serve para fazer anel, colar e brinco |
| matu              | cipó-envira                    |                            |                                                           |
| matu              | sabiá                          |                            |                                                           |
| maoro             | inhame                         |                            |                                                           |
| mekaro            | caracol                        |                            |                                                           |
| mérito            | javali                         |                            |                                                           |
| mirĩre            | rã, jia                        |                            |                                                           |
| miritu            | caititu                        | Tayassu tajacu             |                                                           |
| miriti hãkeri     | leitão                         |                            |                                                           |
| mosã              | tipo de coruja                 |                            |                                                           |
| motxiata          | vaga-lume                      |                            |                                                           |
| nhaonhao          | garça-corta-água               |                            |                                                           |
| nhipatxi          | piolho                         |                            |                                                           |
| paikoma           | tingui                         |                            | tipo de planta que contém substancia venenosa             |
| pama              | pama                           |                            |                                                           |
| patari            | sapo                           |                            |                                                           |
| patharu           | galo/galinha                   |                            |                                                           |
| pekiri            | cutia                          | Dasyprocta spp.            |                                                           |
| pesori            | boto                           | Inia geoffrensis           |                                                           |
| pirõto            | beija-flor                     |                            |                                                           |
| pitikuro          | grilo                          |                            |                                                           |
| pixãninha         | gato doméstico                 |                            | neologismo                                                |
| poriti            | pimenta                        |                            |                                                           |
| poro              | babaçu                         | Orbignya phalerata         |                                                           |
| porotsa           | cipó-titica                    |                            |                                                           |
| potuku            | mutuca preta                   | Selasoma tibiale           |                                                           |
| porotsa           | cipó-tiririca                  |                            |                                                           |
| Potxi             | bacuri                         | Platonia insignis          |                                                           |
| sãku              | traíra                         | Hoplias malabaricus        |                                                           |
| samaru            | piquiá                         | Caryocar brasiliense       |                                                           |
| sãnu              | caba                           |                            |                                                           |
| sãtaru            | tingui da folha miúda          |                            |                                                           |
| sawatxi           | bicho-de-pé, pulga             |                            |                                                           |
| seko              | palma de banana                |                            |                                                           |
| serota            | concha de um tipo molusco      |                            |                                                           |
| soria             | jerimum                        |                            |                                                           |
| sotu              | veado-roxo                     | Mazama gouazoubira         |                                                           |
| sorõtu            | maracujá                       | Passiflora alata           |                                                           |
| sũpuru            | tartaruga                      | Podocnemis expansa         |                                                           |
| surũku            | nambu-relógio                  | Crypturellus soui          |                                                           |
| tarane            | rato-coró                      | Echimyidae                 |                                                           |
| tata              | umari                          | Poraqueiba sericea         |                                                           |
| tẽẽ               | gaivota                        | Stercorarius parasiticus   |                                                           |
| tipiroku          | periquito pequeno              |                            |                                                           |
| tõtu              | jacu                           | Penelope obscura           |                                                           |
| tsaiku            | abacaxi                        | Ananas comosus             |                                                           |
| tsakakaro         | sapo                           | Bufo sp.                   |                                                           |
| tsapuku           | açaí                           | Euterpe oleracea           |                                                           |
| tsopata           | barata                         | Blattodea                  |                                                           |
| tsokirima         | surubim                        | Pseudoplatystoma fasciatum |                                                           |
| txiparina         | bananeira                      |                            |                                                           |
| txiropaku         | andorinha                      | Delichon urbica            |                                                           |
| txitxiri          | gafanhoto                      |                            |                                                           |
| txopata           | goiaba                         | Psidium guajava            |                                                           |
| txotxoru          | japiim                         | Icteridae                  |                                                           |
| oma               | piranha                        | Characidae                 |                                                           |
| omoro             | serpente                       |                            |                                                           |
| opai              | pato-do-mato                   | Cairina moschata           |                                                           |
| opo               | tipo de larva, tapuru          |                            |                                                           |
| wawato            | papagaio                       | Amazona sp.                |                                                           |
| xiio              | morcego                        | Vampyrum                   |                                                           |
| xikane            | tucano                         | Ramphastos                 |                                                           |
| ximaku            | peixe                          |                            |                                                           |
| xĩpitsa           | cipó-ambé                      |                            |                                                           |
| xipoku            | maruim                         | Diptera                    |                                                           |
| xirĩka            | seringueira                    | Hevea brasiliensis         |                                                           |
| xõkoro            | tucumã                         | Astrocaryum aculeatum      |                                                           |
| xotoi             | jabuti                         | Geochelone carbonaria      |                                                           |
| umamaru           | jenipapo                       | Genipa americana           |                                                           |
| umunu             | cobra em geral                 |                            |                                                           |
| unu               | ariranha                       | Pteronura brasiliensis     |                                                           |
| upũtukuru         | bem-te-vi                      | Pitangus sulphuratus       |                                                           |

### Numerais
Numerais em apurinã:
| Apurinã:            | Português: |
| ------------------- | ---------- |
| Hãt-u, hã-to        | Um, uma    |
| Epi                 | Dois       |
| Epi-hãtu-pakunu     | Três       |
| Epi-epi-pakunu      | Quatro     |
| Epi-epi-hãtu-pakunu | Cinco      |

O sisema tradicional de contagem em apurinã é de base 2. Para contar acima disso, é necessário combinar hãt-u/hãt-o e epi com a forma vinculada pakunu ("mais"). 